# Aristolochia gorgona
Aristolochia gorgona là một loài thực vật có hoa trong họ Aristolochiaceae. Loài này được M.A.Blanco mô tả khoa học đầu tiên năm 2002.